# Península de la Mola
La península de la Mola és una península situada a l'extrem oriental de Menorca, dins el terme de Maó. El seu punt culminant, la punta de l'Esperó, és l'indret més oriental de l'illa.
La península fa aproximadament 1 km², i protegeix per la part est el Port de Maó. El segle xix s'hi va construir un fort, la Fortalesa de la Mola.

## Galeria

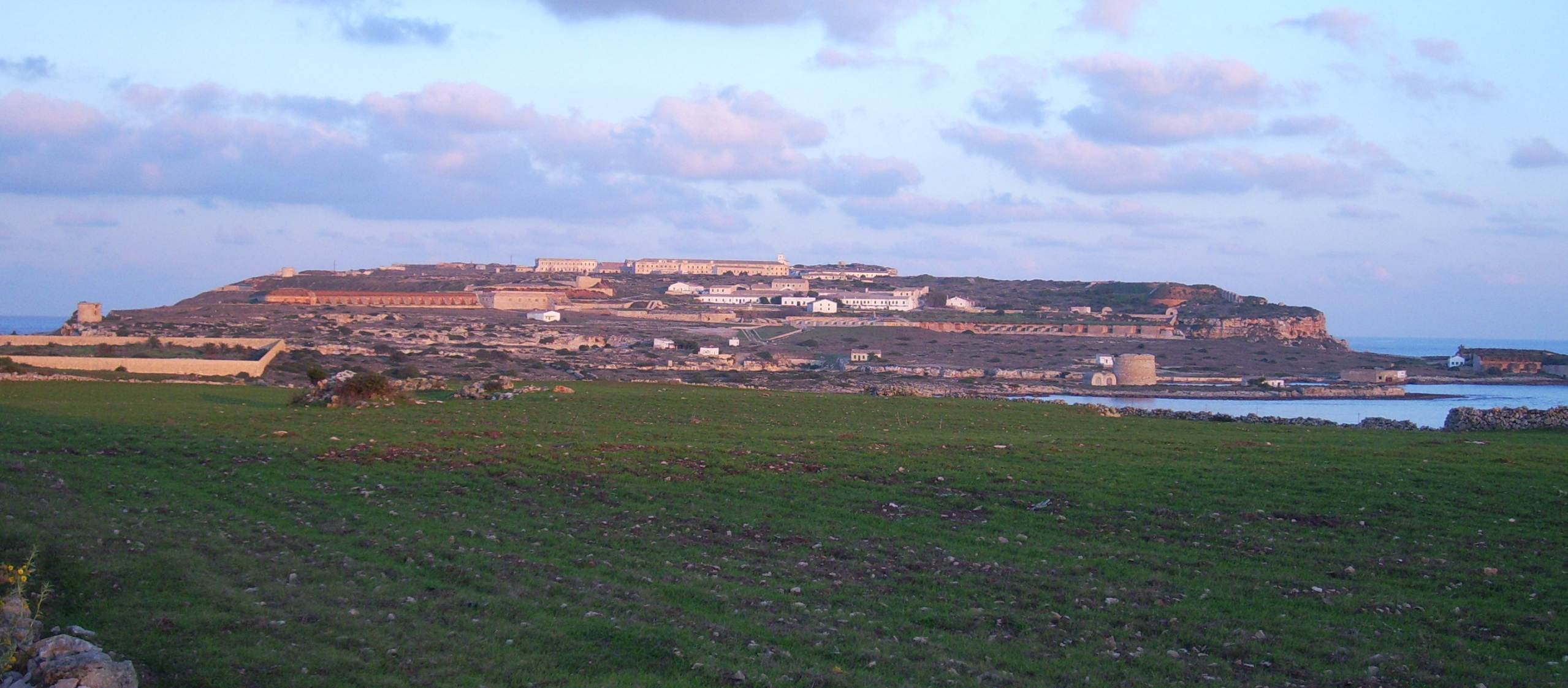
Vista de la península, on destaca el fort.
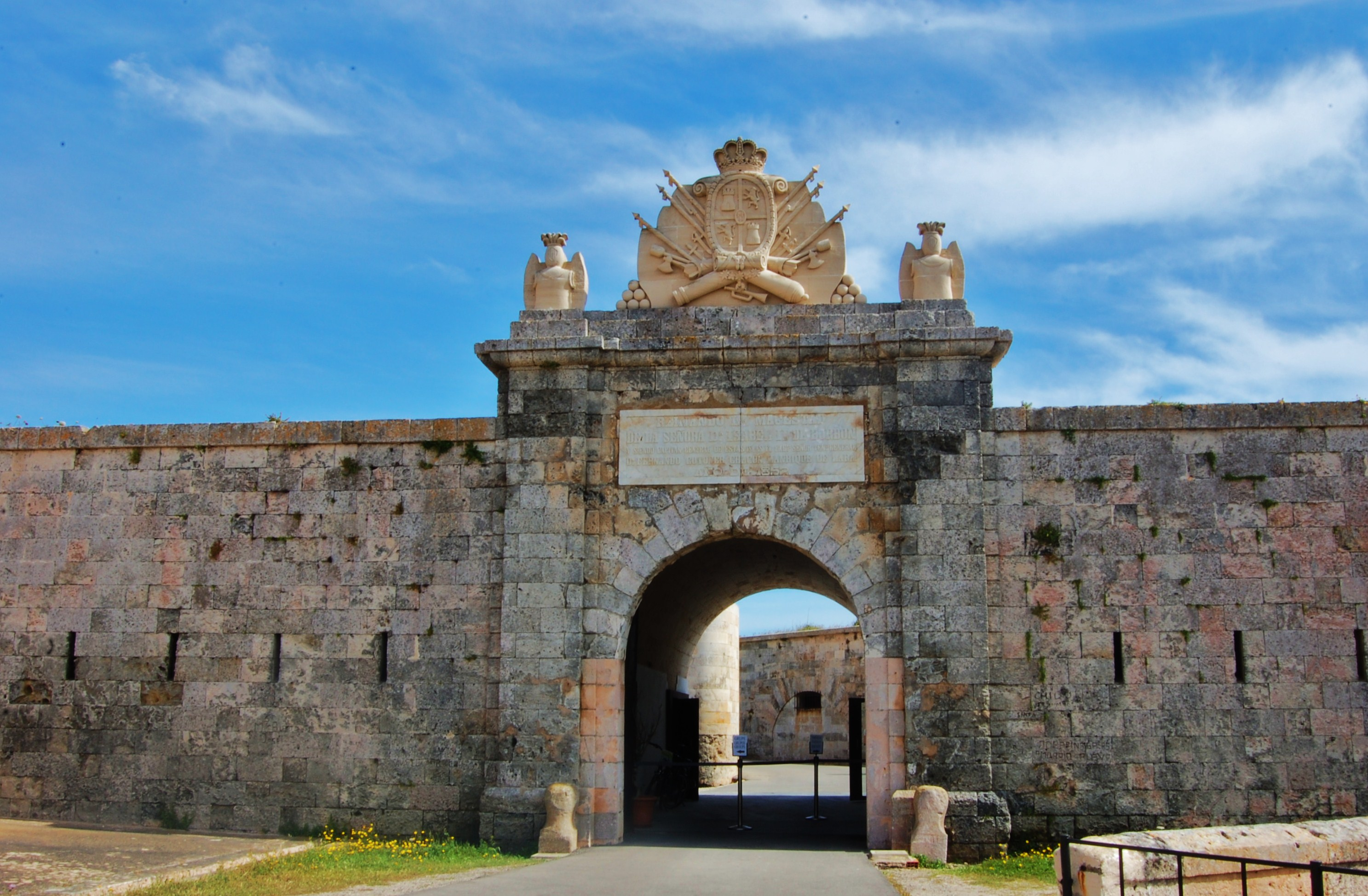
Entrada al fort
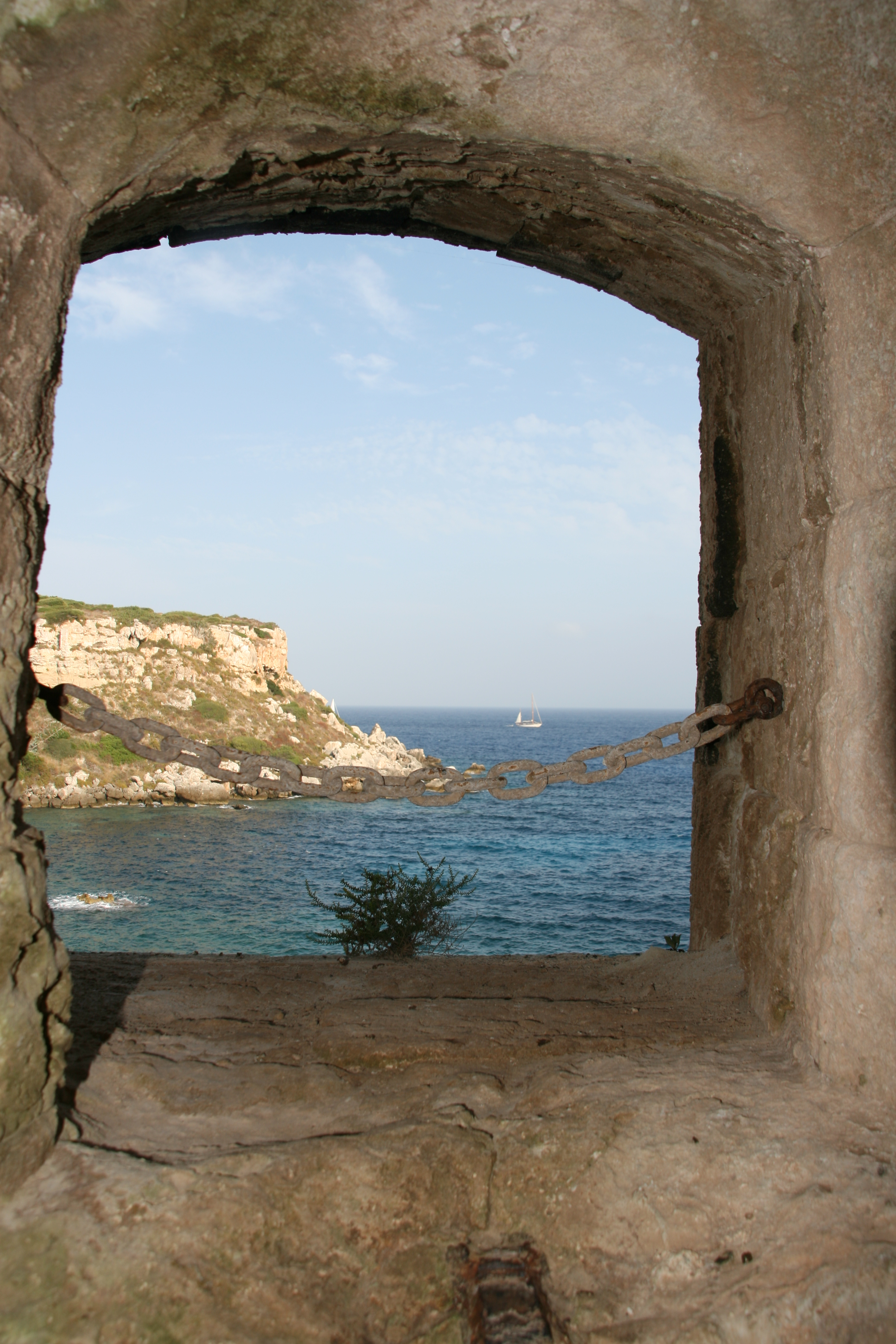
Vista de l'Esperó a través d'una finestra